# A láthatatlan kéz (film)
A láthatatlan kéz (The Moving Finger) 1985-ben bemutatott bűnügyi film Roy Boulting rendezésében, mely Agatha Christie azonos című regényének adaptációja.

## Szereplők
- Joan Hickson (Miss Marple)
- Michael Culver (Edward Symmington)
- Sandra Payne (Eryl Griffith
- Richard Pearson (Mr. Pye)
- Andrew Bicknell (Gerry Burton)
- Elisabeth Counsell (Angela Symmington)

## Külső hivatkozások
- A láthatatlan kéz az Internet Movie Database oldalon (angolul)